# Beleg van Odawara (1561)
Het Beleg van Odawara vond plaats in 1561, tijdens de Japanse Sengoku-periode. Het was de eerste van meerdere belegeringen van kasteel Odawara, thuishaven van de Hojo-clan.
Uesugi Kenshin was op het toppunt van zijn campagnes tegen de Hojo-clan, en had reeds meerder van hun kastelen veroverd. In 1561 belegerde hij kasteel Odawara. De Uesugi braken door de verdediging heen en branden de kasteelstad plat. Het kasteel zelf echter hield stand. Kenshin moest zich na twee maanden beleg terugtrekken. Dit kwam door zowel een tekort aan voorraden als het herverschijnen van Takeda Shingen, de eeuwige rivaal van Kenshin, die zijn gebieden bedreigde.
Zo eindigde de eerste van uiteindelijk drie belegeringen van kasteel Odawara.